# امانوئل کورز
امانوئل کورز (انگلیسی: Emmanuel Corrèze؛ زادهٔ ۹ مارس ۱۹۸۲) بازیکن فوتبال اهل فرانسه است.
از باشگاه‌هایی که در آن بازی کرده‌است می‌توان به باشگاه فوتبال المپیک مارسی و باشگاه فوتبال نیم المپیک اشاره کرد.